# Leopold Kny
Carl Ignaz Leopold Kny (Breslavia, 6 luglio 1841 – Berlino, 26 giugno 1916) è stato un botanico tedesco.

## Biografia
Studiò a Breslavia, Monaco di Baviera e Berlino, dove era l'allievo di Alexander Braun (1805-1877). Nel 1873 divenne professore associato presso l'Università di Berlino, nonché direttore dell'Istituto di fisiologia vegetale. Tra i suoi studenti più noti di Berlino, vi era il fisiologo tedesco Hermann Vöchting (1847-1917).
Leopold Kny fu uno specialista nel campo della ricerca morfologica, in particolare nei funghi e crittogame (muschi, felci e alghe). È riconosciuto per la produzione di Botanische Wandtafeln, che era una serie di 117 pannelli murali botanici che sono stati pubblicati tra il 1874 e il 1911. Attualmente questi pannelli murali si trovano in vari musei.

Botanische Wandtafeln
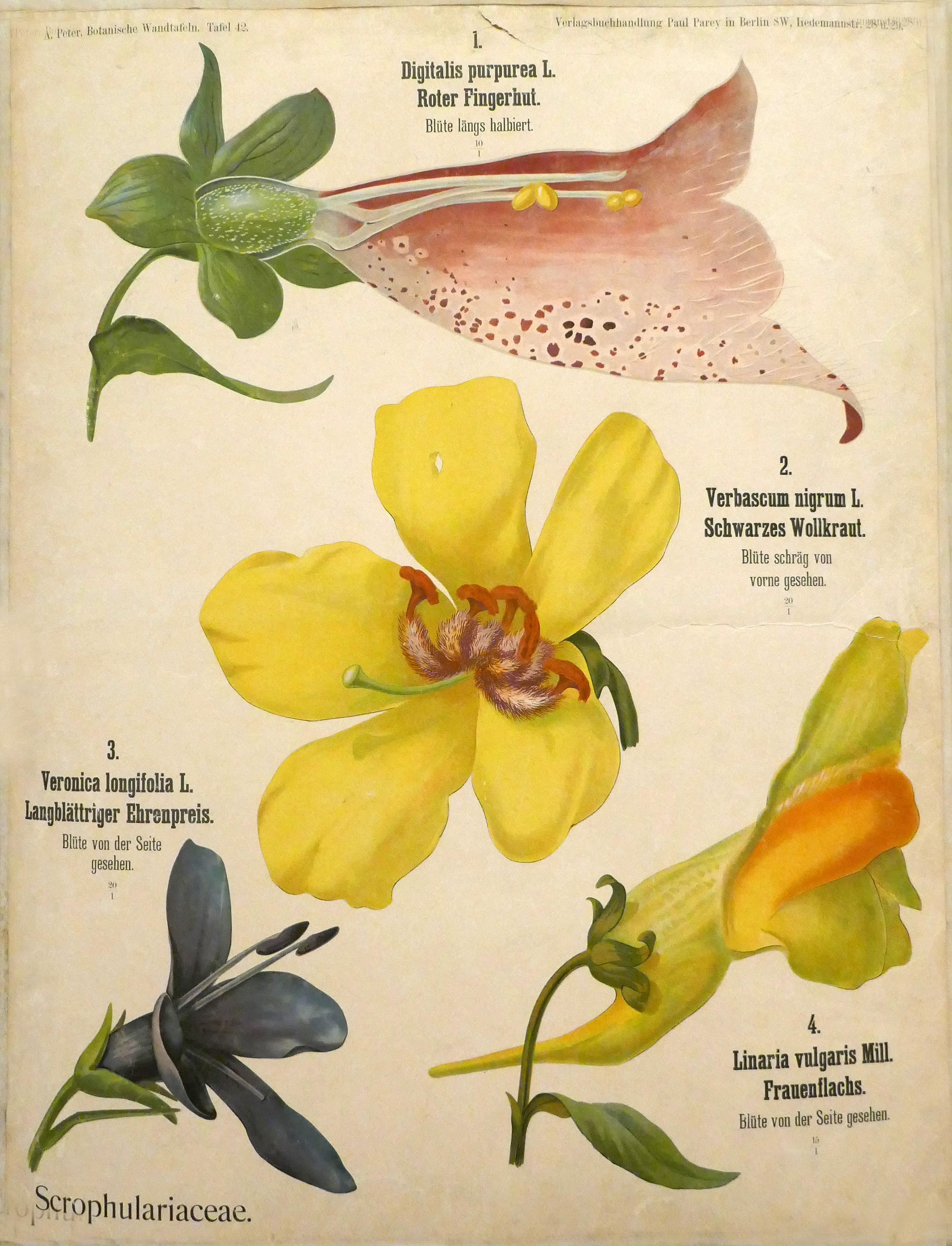
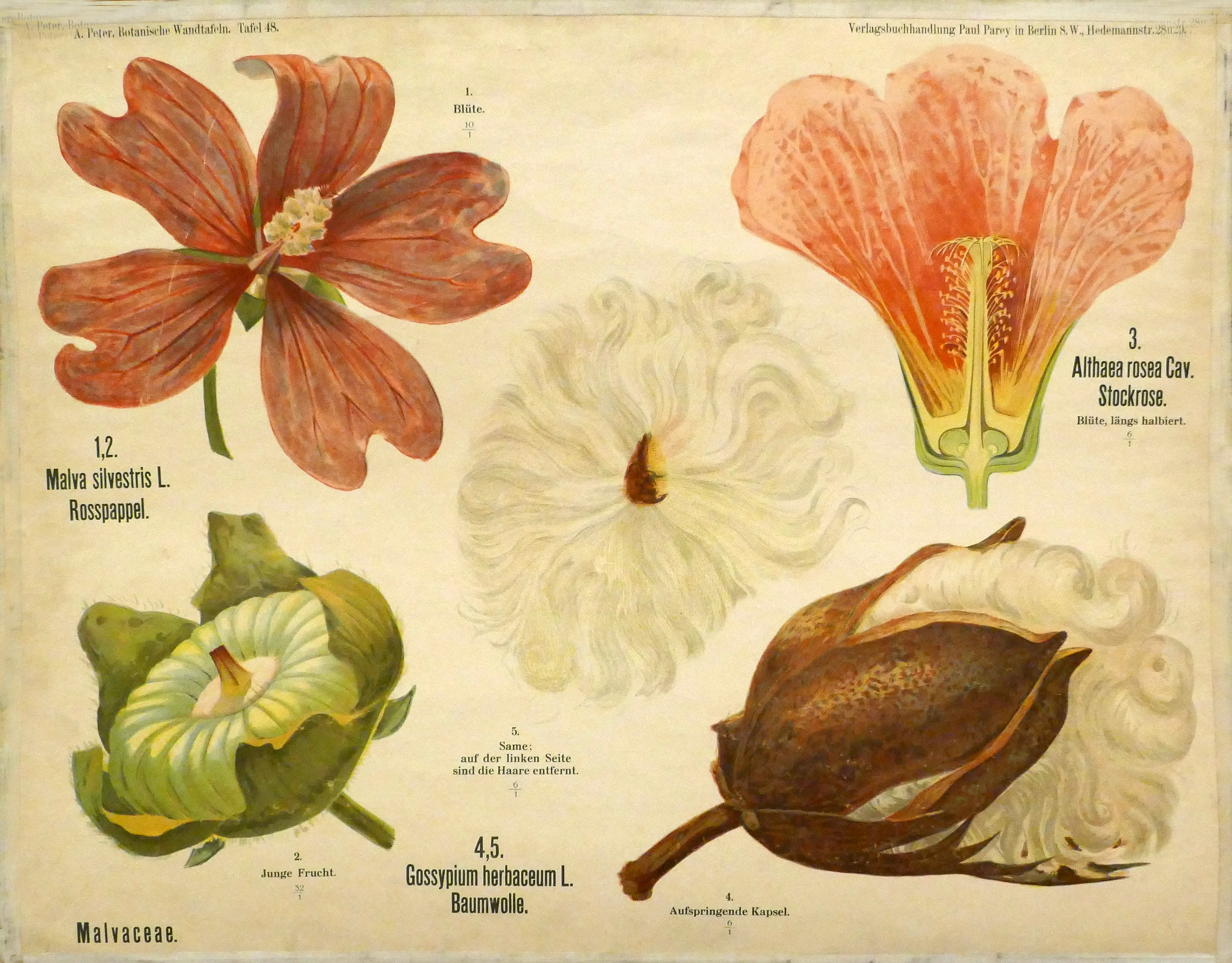

Nel 1891 il botanico Otto Kuntze chiamò il genere di pianta Knyaria in suo onore.
Sua figlia Edvige Kny sposò Erich Klausener il 1º agosto 1914 a Düsseldorf.